# دودو منگنی
دودو منگنی (انگلیسی: Doudou Mangni؛ زادهٔ ۲۰ مارس ۱۹۹۳) بازیکن فوتبال اهل ایتالیا است.
از باشگاه‌هایی که در آن بازی کرده‌است می‌توان به باشگاه فوتبال آسکولی، باشگاه فوتبال مودنا، باشگاه فوتبال لاتینا، باشگاه فوتبال آتالانتا، و باشگاه فوتبال شانلی‌اورفا اسپور اشاره کرد.